# Trapped (film)
Trapped är en amerikansk-tysk thrillerfilm från 2002 i regi av Luis Mandoki. Greg Iles skrev manus utifrån sin roman 24 Hours. Huvudrollerna spelas av bland andra Charlize Theron, Dakota Fanning och Kevin Bacon.

## Handling
Hänsynslösa brottslingar kidnappar paret Jennings 8-åriga dotter Abby och hotar att döda henne om inte föräldrarna gör precis som de blir tillsagda. Det hela kompliceras av att dottern lider av svår astma.

## Rollista
- Charlize Theron – Karen Jennings
- Stuart Townsend – Dr. Will Jennings
- Dakota Fanning – Abby Jennings
- Kevin Bacon – Joe Hickey
- Courtney Love – Cheryl Hickey
- Pruitt Taylor Vince – Marvin